# 李建偉 (法律教授)
李建伟（1974年4月17日—），河南周口人。中国政法大学商法研究所所长，教授、博士生导师、博士后合作导师，主要研究方向是民商法学和公司治理等。

## 经历

### 工作
现任中国政法大学商法研究所所长，自2004年开始在政法大学任教。2008年至2009年曾在澳大利亚任新南威尔士大学法学院高级访问学者，2013年至2015年曾任日本青山学院大学法科大学院客座教授。
李建伟还兼任中国法学会商法学研究会常务理事、秘书长、《法大民商经济法评论》执行主编等社会职务。

### 教育
- 西南政法大学法学系法学学士（1992-1996）
- 中国人民大学法学院民商法学硕士（1996-1999）
- 中国人民大学法学院民商法学博士（1999-2002，导师是王利明教授）